# Sharon Beck
Sharon Maria Rebecca Beck (hebräisch שרון מריה רבקה בק; * 22. März 1995 in St. Tönis) ist eine deutsch-israelische Fußballspielerin. 
Mit ihrer deutschen Mutter und ihrem israelischen Vater ist sie sowohl deutsche als auch israelische Staatsangehörige. Sie spielt für einen deutschen Verein und – da sie vom DFB nicht für die deutsche A-Nationalmannschaft berücksichtigt worden ist – seit 2018 für die A-Nationalmannschaft Israels.

## Karriere

### Vereine
Beck begann beim SV Vorst mit dem Fußballspielen und kam später über den SV Grefrath zum SC Union Nettetal. Im Alter von 15 Jahren gelangte sie in die Jugendabteilung des FCR 2001 Duisburg der sie eine Saison lang angehörte.
Zur Saison 2011/12 wurde sie von der SG Essen-Schönebeck verpflichtet. Für den Bundesligisten gab sie ihr Pflichtspieldebüt am 11. November 2011 bei der 0:5-Zweitrundenniederlage gegen den 1. FFC Turbine Potsdam.  In der höchsten deutschen Spielklasse wurde sie am 27. November 2011 (10. Spieltag) bei der 0:2-Niederlage im Heimspiel gegen den SC Freiburg mit Einwechslung für Isabelle Wolf in der 64. Minute eingesetzt. Nach zwei weiteren Saisonspielen und vier in der Folgesaison verließ sie den Verein und wechselte zum Ligakonkurrenten Bayer 04 Leverkusen.
Ihr Bundesligadebüt für Bayer 04 Leverkusen gab sie am 20. Oktober 2013 (6. Spieltag) bei der 0:2-Niederlage im Auswärtsspiel gegen den FC Bayern München mit Einwechslung für Venus El-Kassem in der 73. Minute. Am 25. Mai 2014 (20. Spieltag) erzielte sie beim 2:2-Unentschieden gegen den SC Freiburg ihre ersten beiden Bundesligatore. Bis zum Saisonende 2015/16 bestritt sie 32 Erstligaspiele, in denen sie vier Tore erzielte, sowie sieben in zehn Drittligaspielen für die zweite Mannschaft in der Regionalliga West.
Am 6. Mai 2016 wurde sie vom Bundesligisten TSG 1899 Hoffenheim auf der Vereins-Website als erster Neuzugang für die Saison 2016/17 vorgestellt. Bis zum Saisonende 2017/18 wurde sie 28 Mal in der Bundesliga eingesetzt, in der sie zwei Tore erzielte, und zweimal im Wettbewerb um den DFB-Pokal sowie einmal, am 20. November 2016 (9. Spieltag), in der Gruppe Süd der seinerzeit zweigleisigen 2. Bundesliga, als sie mit ihrer Mannschaft beim TSV Crailsheim mit 5:0 gewann, zudem sie mit dem Treffer zum 4:0 in der 73. Minute ein Tor beitrug.

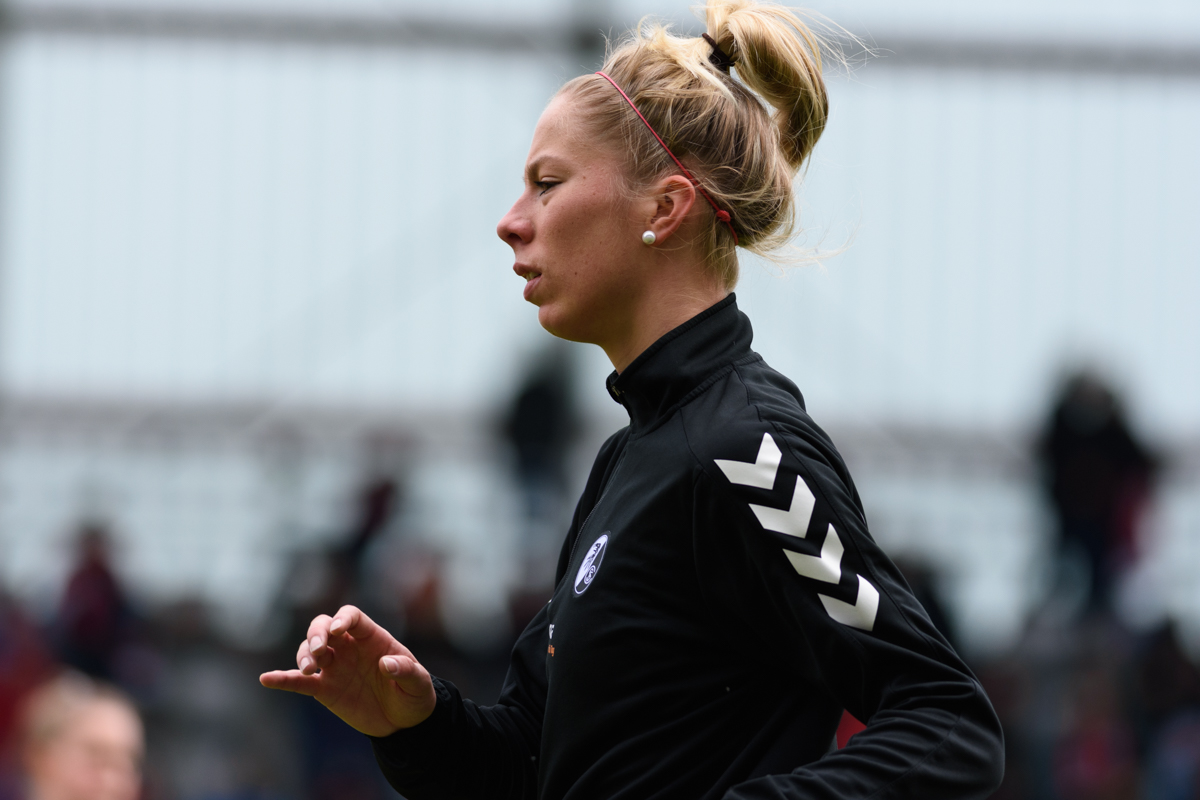
Beck – SC Freiburg (2019)

Für ihren nächsten Verein, den SC Freiburg, bestritt sie vom 23. September 2018 bis zum 23. Februar 2020 30 Bundesligaspiele, in denen sie sechs Tore (alle in ihrer ersten Saison) erzielte. Des Weiteren bestritt sie vier Pokalspiele.
Seit der Saison 2020/21 spielt sie für den 1. FC Köln. Mit acht Toren in allen 16 Zweitligaspielen trug sie am Ende ihrer ersten Saison zur Meisterschaft, verbunden mit dem Aufstieg in die Bundesliga, bei. In dieser Spielklasse bestritt sie bis Saisonende 2022/23 33 Punktspiele, in denen sie fünf Tore erzielte.
Am 25. April 2024 wurde ihre Verpflichtung von Werder Bremen zur Saison 2024/25 auf der Vereins-Website öffentlich.

### Auswahl-/Nationalmannschaft
Beck nahm als Spielerin der U15-Auswahlmannschaft des Fußballverbandes Niederrhein am Turnier um den DFB-Länderpokal an der Sportschule Wedau in Duisburg teil, den sie mit ihrer Auswahlmannschaft auch gewann.
Beck bestritt am 11. Mai 2011 für die U16-Nationalmannschaft beim 2:0-Sieg über die U16-Nationalmannschaft Italiens ihr erstes Länderspiel und nahm mit ihr im selben Jahr am Wettbewerb um den Nordic-Cup teil.
Nach ihrem Debüt für die U17-Nationalmannschaft im Oktober 2011 war sie 2012 Teil des 18-köpfigen deutschen Kaders, der in Nyon die U17-Europameisterschaft gewann. Auch bei der im selben Jahr in Aserbaidschan ausgetragenen U17-Weltmeisterschaft gehörte Beck zum deutschen Aufgebot.
Im Februar 2018 wurde sie erstmals für die A-Nationalmannschaft nominiert, die vom 28. Februar bis 7. März am SheBelieves Cup 2018 teilnahm. Da sie bisher kein Spiel für die deutsche A-Nationalmannschaft bestritten hatte, konnte sie sich dann kurze Zeit später entscheiden, künftig für die A-Nationalmannschaft Israels zu spielen, für die sie am 7. Juni 2018 in Murcia bei der 0:2-Niederlage gegen die Nationalmannschaft Spaniens ihr erstes A-Länderspiel bestritt.

## Erfolge
Nationalmannschaft
- U17-Europameisterin 2012

Werder Bremen
- DFB-Pokal-Finalistin: 2024/25 (ohne Einsatz)

1. FC Köln
- Meister 2. Bundesliga Süd 2021 und Aufstieg in die Bundesliga

SC Freiburg
- DFB-Pokal-Finalistin: 2018/19

Bayer 04 Leverkusen
- DFB-Hallenpokal-Siegerin: 2015

Auswahlmannschaft (Niederrhein)
- U15-Länderpokalsiegerin: 2010